# Gmina Gjern
Gmina Gjern (duń. Gjern Kommune) – istniejąca w latach 1970–2006 gmina w Danii w okręgu Århus Amt.
Siedzibą władz gminy było miasto Gjern.
Gmina Gjern została utworzona 1 kwietnia 1970 na mocy reformy podziału administracyjnego Danii. Po kolejnej reformie administracyjnej w roku 2007 weszła w skład nowej gminy Silkeborg.

## Dane liczbowe
- Liczba ludności: (♀ 4120 + ♂ 4014) = 8134
  - wiek 0–6: 11,2%
  - wiek 7–16: 14,6%
  - wiek 17–66: 62,9%
  - wiek 67+: 11,2%
- zagęszczenie ludności: 56,9 osób/km²
- bezrobocie: 4,3% osób w wieku 17–66 lat
- cudzoziemcy z UE, Skandynawii i USA: 89 na 10 000 osób
- cudzoziemcy z krajów Trzeciego Świata: 144 na 10 000 osób
- liczba szkół podstawowych: 5 (liczba klas: 54)